# (13701) Roquebrune
(13701) Roquebrune ist ein Asteroid des Hauptgürtels, der am 20. Juli 1998 von Astronomen der OCA-DLR Asteroid Survey am Observatoire de Calern (IAU-Code 010) nördlich der Stadt Grasse entdeckt wurde.
Der Asteroid wurde am 26. Juli 2000 nach der französischen Gemeinde Roquebrune-sur-Argens in der Region Provence-Alpes-Côte d’Azur benannt, die auf eine tausendjährige Geschichte zurückblicken kann.